# Armenia Inferior
Armenia Inferior (Armenia Mniejsza/Mała) – kraina historyczna położona w północno-wschodniej Azji Mniejszej na wschód od Pontu, bogata w rudy metali
. Pierwotnie integralna część starożytnej Armenii, w wyniku upadku imperium Persji po podbojach Aleksandra Macedońskiego, na dwa stulecia niezależne państwo, które zdołało rozszerzyć swe granice po wybrzeża Morza Czarnego. Pod koniec II wieku p.n.e. została opanowana przez króla Pontu Mitrydatesa VI, a po jego porażce w wojnach z republiką rzymską znalazła się w strefie wpływów rzymskich. Nazwana "Armenia Inferior" dla odróżnienia od Wielkiej Armenii ("Armenia Maior").